# Polypedilum yakudeeum
Polypedilum yakudeeum är en tvåvingeart som beskrevs av Sasa och Suzuki 2000. Polypedilum yakudeeum ingår i släktet Polypedilum och familjen fjädermyggor. Inga underarter finns listade i Catalogue of Life.